# اسكندري (مقاطعة تشرام)
اسكندري (بالفارسية: اسکندری) هي قرية تقع في قسم تشرام الريفي (مقاطعة تشرام) في إيران. يقدر عدد سكانها بـ 19 نسمة بحسب إحصاء 2016.